# فيليب فرنك
فيليب فرنك (بالألمانية: Philipp Franck)‏ هو رسام ألماني، ولد في 9 أبريل 1860 في فرانكفورت في ألمانيا، وتوفي في 13 مارس 1944 في برلين في ألمانيا.